# Hotel InterContinental Praga
El Hotel InterContinental Praga es un hotel de lujo de 5 estrellas se encuentra en Praga, la capital de la República Checa. El hotel está en la orilla del río Vltava, cerca de la Ciudad Vieja. Pertenece a la cadena grupo de Hoteles InterContinental. El hotel dispone de 9 plantas y 372 habitaciones. El edificio fue construido entre 1968-1974. Entre 1992 y 1995 hubo una renovación de la fachada y en el 2002 hubo una renovación de los interiores.